# Samuel Johannes Pauly
Samuel Johannes Pauly (13. duben 1766, Vechingen, Švýcarsko – 1821), též Samuel Jean Pauly či Samuel John Pauly, byl švýcarský puškař a vynálezce, který zkonstruoval první funkční jednotný náboj pro palné zbraně. Patřil také mezi první průkopníky letectví.

## Život
Narodil se ve Vechingenu u Bernu, kde jeho otec pracoval jako kovář a výrobce kočárů. Roku 1798 se stal seržantem dělostřelectva švýcarské armády a bojoval poté po boku Francouzů pod velením André Massény ve druhé koaliční válce. Během tažení napsal roku 1799 manuál o používání střelných zbraní.
Roku 1802 odešel do Paříže, začal si říkat „plukovník Jean Samuel Pauly“, pracoval zde na projektu vzducholodi a později založil puškařskou dílnu, kde vyvinul zápalku (roznětku) na bázi třaskavé rtuti. Od roku 1809 zaměstnával německého puškaře Nikolause Dreyseho, pozdějšího konstruktéra slavné jehlovky Dreyse M1841.
Roku 1808, ve spolupráci s francouzským puškařem Françoisem Prélatem, Pauly vytvořil první jednotný náboj. Náboj měl papírovou nábojnici s měděným dnem a obsahoval zápalku na bázi třaskavé rtuti, střelný prach a kulový projektil. Byl nabíjen zadní částí hlavně a odpalován pomocí jehly. Touto konstrukcí položili základ pro vývoj moderních zbraní – zadem nabíjené pušky, používající náboj se středovým zápalem. Pauly vyvinul také pušku pro tento náboj. Byla předvedena Napoleonovi, jenž ji označil za vynález, který předběhl svoji dobu. Do výzbroje se však tyto pušky nedostaly pro potíže s těsností závěru, a protože válčící Francie neměla dostatek financí na zavedení hromadné výroby.
Pauly vyrobil zlepšenou verzi náboje, kterou si nechal patentovat 29. září 1812. Roku 1814 pak náboj zdokonalil tím, že nábojnici vyrobil z mosazi. Protože ovšem ještě nebyla známa technologie hlubokého tažení, vyráběl ji Pauly soustružením, což bylo pracné a drahé.
Po pádu Paříže (31. března 1814) odešel 5. dubna 1814 Pauly do Velké Británie (Dreyse se vrátil do Sömmerdy), kde získal pro spolupráci bohatého krajana, úspěšného výrobce zbraní a obchodníka, Durse Egga z Londýna. Spolu s ním se vrátil ke svému projektu vzducholodi. 25. dubna 1815 dal král Jiří III. těmto dvěma švýcarským průkopníkům letectví licenci na stavbu „létacího stroje ve tvaru ryby nebo ptáka“. V blízkosti Hyde Park pak postavili pravděpodobně první hangár na světě. 16. srpna 1816 oznámil londýnský Observer, že jejich Flying Dolphin je téměř dokončen a brzy začne provoz na pravidelné lince Londýn – Paříž. Měl přepravovat 15 až 20 cestujících, k zahajovacímu letu však nikdy nedošlo. Poté, co se Pauly s Eggem ve zlém rozešel, upadl do chudoby a roku 1821 opuštěný a zapomenutý zemřel.